# 대동문 (북한산성)
대동문(大東門)은 북한산성의 문으로, 초기의 이름은 소동문(小東門)이었다. 규모는 조선 시대 단위로 높이 9척, 너비 10척이다. 현재의 문루는 1993년도에 정면 3칸, 측면 2칸으로 복원된 것이다.

## 특징

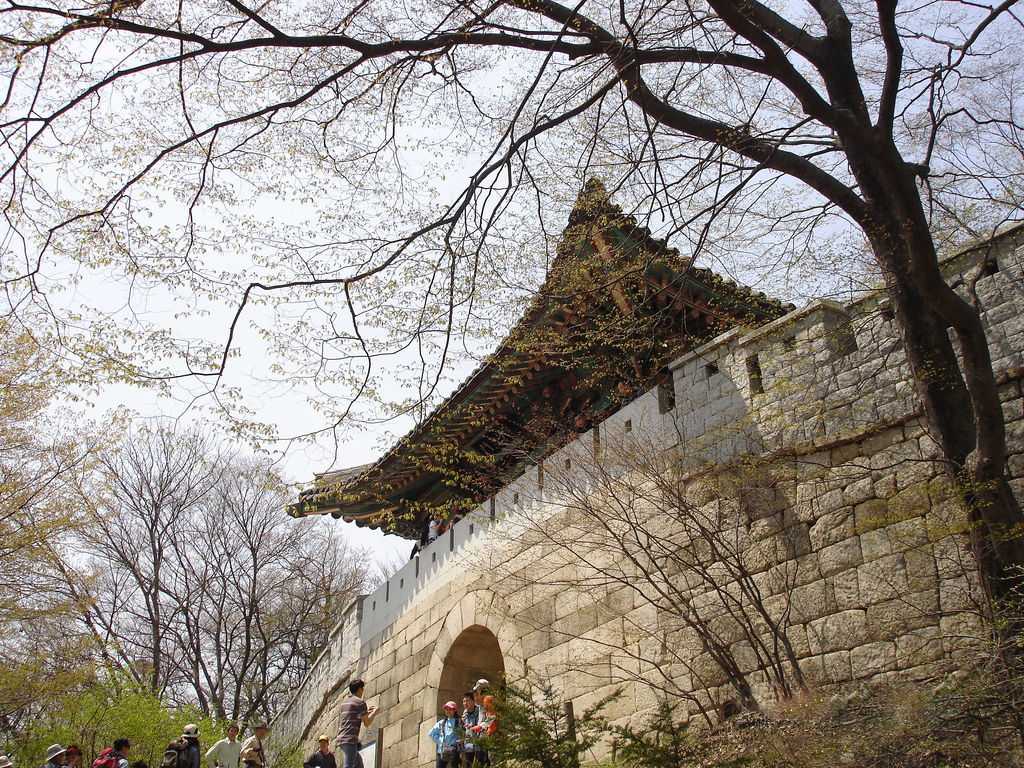
대동문

- 내부에 있는 무사석에 새겨진 명문을 보아 금위영에서 만들었음을 알 수 있다.[1]